# Torre del Lago Puccini
Torre del Lago Puccini is een plaats (frazione) in de Italiaanse gemeente Viareggio, provincie Lucca.
Het ligt nabij het meer Lago di Massaciuccoli en ligt ingeklemd tussen het meer en de zee.
Oorspronkelijk heette het dorp Torre del Lago, maar in 1938 werd daar de naam van Torre del Lago's beroemdste inwoner, Giacomo Puccini, aan toegevoegd.
Puccini liet een villa aan het meer bouwen van het geld dat hij had verdiend met zijn opera's La Bohème en Manon Lescaut.
In Torre del Lago schreef hij onder andere zijn beroemde opera's Tosca en Madame Butterfly.
Hoewel Puccini stierf in Brussel is hij in zijn voormalige villa in Torre del Lago Puccini begraven.
Een grote wens van Puccini was dat zijn opera's nog eens zouden worden opgevoerd in de openlucht aan het meer. Zelf heeft hij dit niet meer meegemaakt maar in 1930 werd zijn opera La Bohème in de openlucht uitgevoerd aan het meer. Dit was de start van het Puccini Festival dat jaarlijks in juli en augustus plaatsvindt.
Sinds 1966 is het Festival verhuisd naar een speciaal daarvoor gebouwd openluchttheater aan het meer.
De villa van Puccini is tegenwoordig een museum. Tijdens de ca. 40 minuten durende begeleide rondleiding kan men onder andere de kapel zien waar Puccini begraven ligt. Het huis is ingericht met meubels (o.a. Bugatti en Tiffany), foto’s en overblijfselen uit de tijd dat Puccini hier woonde.

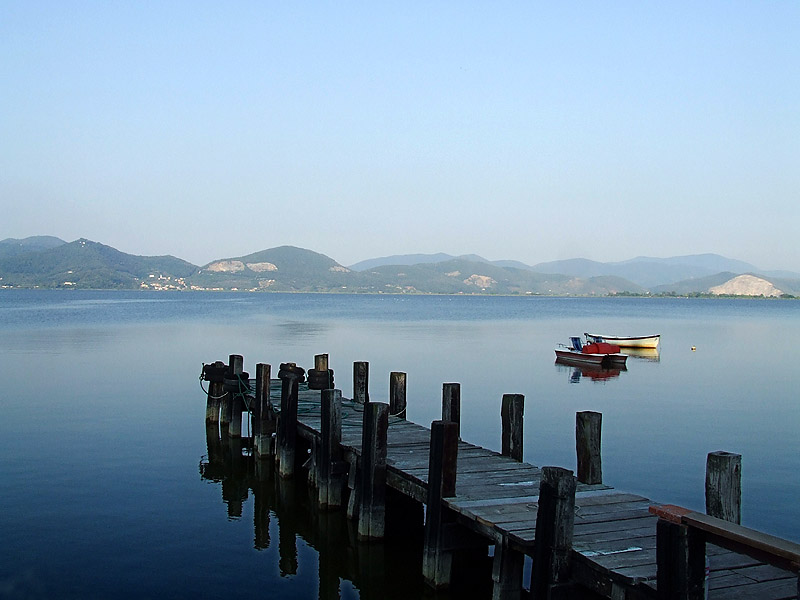
Torre del Lago Puccini
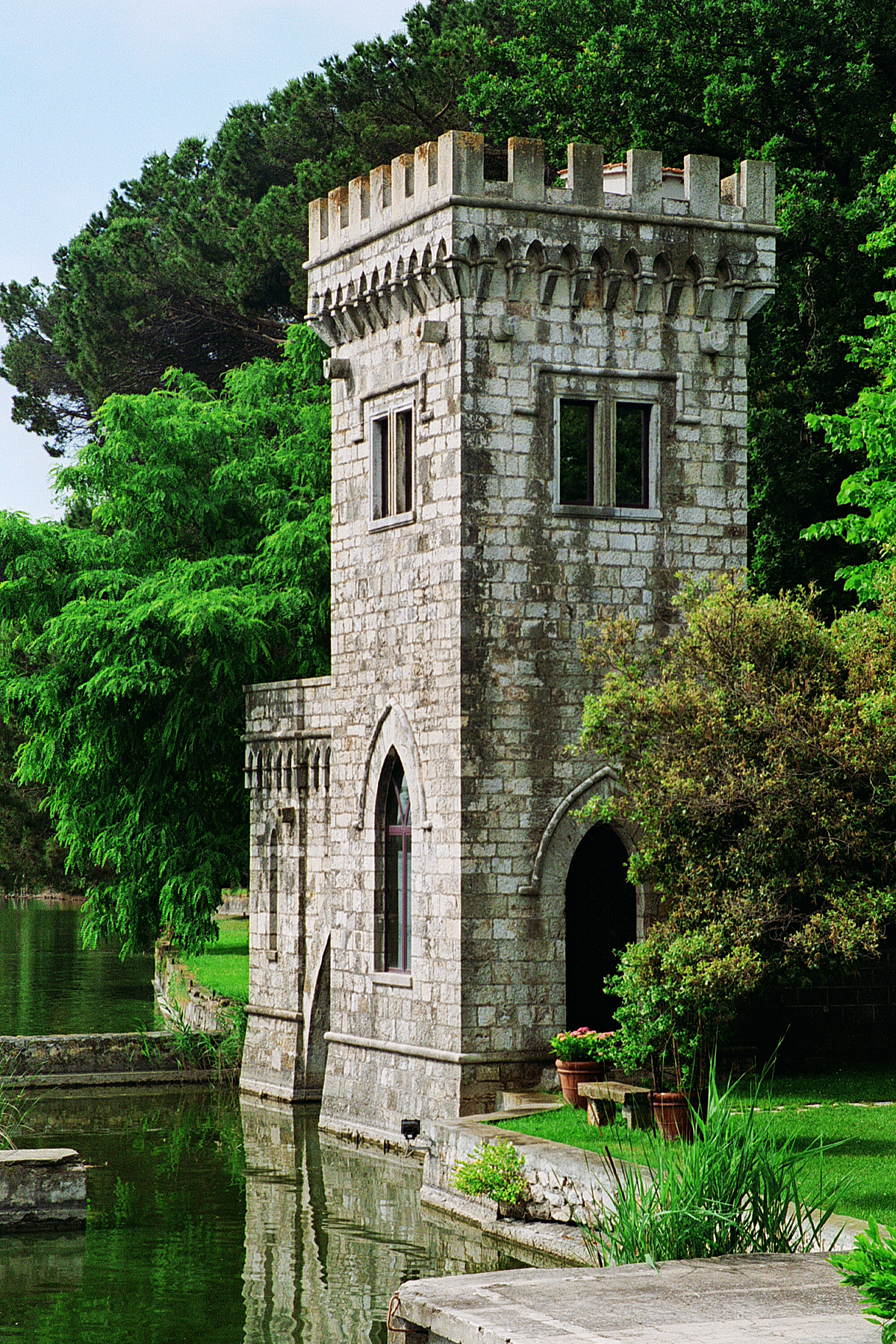
De 'Torre'